# Лемпіра (департамент)
Лемпіра (ісп. Lempira) — один з 18 департаментів Гондурасу. Межує з департаментами: Окотепеке, Копан, Санта-Барбара, Інтібука й державою Сальвадор.
Площа — 4 290 км²
Населення — 277 910 осіб (станом на 2006 рік)
Адміністративний центр — місто Грасіас.

## Географія
Департамент розташований у західній частині країни. На його території розміщується найвища точка Гондурасу — Серро-Лас-Мінас.

## Історія
За колоніальних часів був найважливішим іспанським центром. До 1943 року мав назву Грасіас, потім був перейменований на честь індіанського вождя Лемпіри, який воював проти іспанських конкістадорів на початку XVI століття.
В окремий департамент виділено 1883 року з департаментів Ла-Пас і Грасіас.

## Муніципалітети
Департамент поділяється на 28 муніципалітетів:
1. Белен
2. Вальядолід
3. Вірджинія
4. Грасіас
5. Гуалкінс
6. Гуаріта
7. Ерандіке
8. Канделарія
9. Кололака
10. Ла-Кампа
11. Ла-Ігала
12. Лас-Флорес
13. Ла-Юніон
14. Ла-Віртюд
15. Лепаера
16. Мапулака
17. Піраера
18. Сан-Андрес
19. Сан-Франциско
20. Сан-Хуан Гуаріта
21. Сан-Мануель Колоете
22. Сан-Маркос-де-Кекін
23. Сан-Рафаель
24. Сан-Себастьян
25. Санта-Крус
26. Тамбла
27. Талгуа
28. Томала

| Гондурас | Це незавершена стаття з географії Гондурасу. Ви можете допомогти проєкту, виправивши або дописавши її. |